# Sven Perfors
Sven Gunnar Perfors, född den 10 januari 1922 i Kristianstads församling i Kristianstads län, död den 25 januari 1994 i Linköpings domkyrkoförsamling i Östergötlands län, var en svensk militär.

## Biografi
Perfors avlade officersexamen vid Krigsskolan 1945 och utnämndes samma år till fänrik vid Smålands artilleriregemente, där han befordrades till löjtnant 1947 och till kapten 1958. Han gick Artilleriofficershögskolan vid Artilleri- och ingenjörhögskolan 1947–1948. Han var lärare vid Artilleriets kadett- och aspirantskola 1960–1964 och lärare vid Militärhögskolan 1964–1969, befordrad till major 1965. Han var bataljonschef vid Svea artilleriregemente 1969–1971, befordrades till överstelöjtnant 1971 och var lärare vid Artilleriets stridsskola 1971–1975. Efter att ha befordrats till överste 1975 var Perfors chef för Artilleriets stridsskola 1975–1979 och chef för Svea artilleriregemente 1979–1982. Han är begravd på Södra griftegården i Linköping.

## Utmärkelser
- Riddare av första klass av Svärdsorden, 1965.[6]